# Eino Palola
Aksel Eino Palola (a purtat până în 1906 numele de Brander; n. 6 septembrie 1885, Kirvu⁠(d), Yaskisky County⁠(d), Vyborg Governorate⁠(d), Imperiul Rus – d. 14 decembrie 1951, Helsingfors, Finlanda) a fost un jurnalist, traducător și scriitor finlandez.

## Biografie
Părinții lui Palola au fost consilierul de stat Axel Berndt Brander și Hildur Beda Karolina Sirelius. A urmat studii universitare începând din 1905 și a obținut titlul de doctor în filosofie în 1911. Palola a fost profesor de limbi străine în diferite școli în perioada 1912-1917 și director literar al editurii deținute de Arvi A. Karisto în 1918. El a fost redactor adjunct la Tampereen Sanomat începând din 1918, redactor la secția de informații externe a revistei Uusi Suomi până în 1928 și apoi între 1932 și 1935, redactor-șef la Societatea Finlandeză de Radiodifuziune în perioada 1929-1930 și secretar de redacție al revistei Tuotanto ja Markkinat în 1931. Mai târziu a fost scriitor independent și din 1939 a fost critic literar și teatral la publicația Helsingin Sanomat.
Palola a lucrat și ca traducător. Printre traducerile sale se numără Doamna Bovary de Gustave Flaubert, Documentele postume ale Clubului Pickwick de Charles Dickens, O casă de păpuși de Henrik Ibsen, Scene din viața de boem de Henri Murger și Mies ja hänen omatuntonsa de Jarl Hemmerin. Palola a tradus în finlandeză, de asemenea, povestirile polițiste cu părintele Brown ale lui G. K. Chesterton.
Palola a fost vicepreședinte al Uniunii Scriitorilor din Finlanda din 1925 până în 1927 și președinte din 1928 până în 1930. El a fost, de asemenea, membru al conducerii Teatrului Popular din Helsinki în perioada 1925-1933 și al Pen Club-ului din Finlanda în perioadele 1927-1937 și 1944-1949.
Eino Palola a fost căsătorit cu Hilma Salan (Löppönen) din 1912 până în 1936. După divorț, s-a recăsătorit cu scriitoarea Katri Ingman.

## Lucrări
- Kansa hädässä : vaikutelmia ja havaintoja nykypäivien Saksasta. Otava 1922
- Vapaa Puola : katsaus maan valtiolliseen, taloudelliseen ja sivistyselämään. Karisto, 1922
- Lloyd George : elämäkerrallinen kuvaus. Otava, 1923
- Eurooppalaisia kasvoja. Gummerus, 1927
- Joel Lehtonen : piirteitä ja vaikutelmia. Otava, 1927
- Lompakon voimalla, roman. Otava, 1929
- Ihminen ja viini. Helsinki, 1933
- Runoja, värejä, säveleitä : taiteilijaelämää Tuusulassa. Helsinki, 1935
- Heleätä Hämettä. Karisto, 1937
- Huoleton retki läpi Ranskan. Karisto, 1937 (împreună cu Katri Ingman)
- Brontësta Lagerlöfiin : maailmankirjallisuuden suurimpien mestarien elämäkertoja. WSOY, 1950
- Heidenstamista Undsetiin : suurten kirjailijain elämäkertoja, editată de Eino Palola. WSOY, 1957

## Legături externe
- Suomen kirjailijat-tietokanta Arhivat în 2 octombrie 2010, la Wayback Machine.
- Wikiaineisto: Kuka kukin oli 1961

1. ↑   (PDF) https://www.helsinginseurakunnat.fi/material/attachments/hautausmaat/hietaniemi/w8GZkM0y7/Hietaniemen_merkittavia_vainajia.pdf Lipsește sau este vid: |title= (ajutor)